# Wahlbach (Francia)
Wahlbach è un comune francese di 483 abitanti situato nel dipartimento dell'Alto Reno nella regione del Grand Est.

## Società

### Evoluzione demografica
Abitanti censiti